# Hart van Nederland
Hart van Nederland is een Nederlands nieuws- en actualiteitenprogramma van SBS6. In de uitzendingen staan landelijk en regionaal nieuws centraal.

## Geschiedenis
De eerste uitzending was op 29 augustus 1995, één dag na de start van SBS6. Het programma is een initiatief van de voormalige SBS6-directeuren Fons van Westerloo en Bart in 't Hout. Hart van Nederland onderscheidde zich destijds van andere nieuwsprogramma's door het verslaan van regionaal en lokaal nieuws op de landelijke televisie en door het bevragen van de 'gewone' burger om zijn of haar mening. Het programma speelde in op Van Gewest tot Gewest dat ver vooruit op landelijke programma's die gericht waren op de regio.
Marck Feller en Jean Mentens van het productiebedrijf Cameo Media hadden al acht jaar voor de start het idee bedacht om een nieuwsprogramma met een regionaal karakter te gaan produceren, maar de 'traditionele televisie' zag hier geen heil in. Het programma is bij SBS6 eigenlijk uit nood ontstaan, omdat er simpelweg geen budget was om een programma naar het model van RTL Nieuws of het NOS Journaal te maken. Cameo Media heeft het programma tot aan 2001 geproduceerd, waarna het bedrijf volledig werd ingelijfd bij de SBS Group.

### Edities
Het programma werd de eerste maanden iedere werkdag rond 22.00 uur uitgezonden, waarna het vanaf 2 januari 1996 verhuisde naar 22.30 uur. Per september 1996 kwam er op werkdagen een vroege editie om 19.50 uur bij en een late editie op zondag. Albert Verlinde werd aangetrokken voor de presentatie van een shownieuwsblok. Iedere editie werd vanaf nu afgesloten met het weerbericht van de nieuwe weerman Piet Paulusma.
In februari 1997 verhuisde de vroege editie naar 20.00 uur en op 5 mei 1997 naar 19.00 uur. In augustus 1997 maakte de vroege editie plaats voor Actienieuws. Op 4 september 1999 werd de late editie op zaterdag toegevoegd.
In 2001 stapte Albert Verlinde over naar RTL Boulevard. De presentatrices namen nu zelf het shownieuwsblok voor hun rekening. In 2003 werd Shownieuws een apart programma dat na Hart van Nederland werd uitgezonden; wel bleven de Hart van Nederland presentatrices nog tot 2012 dit programma presenteren.
Nadat verschillende nieuwsprogramma's in de vooravond van SBS6 de revue zijn gepasseerd, werd besloten om de vroege editie van Hart van Nederland per 14 augustus 2006 nieuw leven in te blazen. Programma's als (SBS) Het Nieuws (1999-2002), Stem van Nederland (2002-2003) en Actienieuws (2004-2006) verdwenen vanwege tegenvallende kijkcijfers en/of te hoge productiekosten. Men hoopte, dat het sterke merk dat Hart van Nederland door de jaren heen was geworden, ook meer kijkers naar de vooravond zou trekken. De vroege editie werd tot het voorjaar van 2015 om 19:00 uur uitgezonden, waarna het verhuisde naar 18:00 uur. In 2019 was het weer te zien om 19:00 uur. Vanaf begin 2020 werd er geëxperimenteerd met verschillende tijdstippen tussen de late namiddag (17:15 uur) en het begin van de avond (18:10 uur). Sinds 10 april 2023 is het te zien om 17:45 uur.
Sinds 2 januari 2021 zijn er ook ochtendedities van Hart van Nederland, doordeweeks van 6:30 tot 10:00 uur en in het weekend tussen 7:00 en 10:00 uur.

### Hart van de regio
Vanaf 24 februari 1997 startte Hart van Nederland met zogenaamde regiovensters in Midden-Nederland onder de naam 'Hart van de Regio'. Later werden de regiovensters uitgebreid met een editie Noord-Nederland en Amsterdam. In de regiovensters was in de laatste 12 minuten van de uitzending een speciaal op de regio georiënteerd nieuwsblok via de kabel te zien. In de rest van Nederland en op de satelliet was het Shownieuwsblok te zien. Een voorwaarde voor het experiment was dat binnen anderhalf jaar een landelijk dekkend netwerk van regiovensters zou worden gerealiseerd. Daar bleek echter geen uitzicht op te zijn, waardoor deze in april 1998 weer verdwenen.

### Waardering
Het programma kreeg aanvankelijk veel kritiek te verduren van gerenommeerde journalisten en mediavolgers. Met circa 30.000 tot 100.000 kijkers in de beginjaren, was het programma niet succesvol. De Elfstedentocht van 1997 betekende de doorbraak van Hart van Nederland en weerman Piet Paulusma. Nederland stemde massaal af op de extra lange uitzendingen over de tocht der tochten en de miljoen kijkers werd gehaald.
Hart van Nederland heeft de regionale zenders ook een steun in de rug gegeven door het regionale nieuws populair te maken.
In de zomer van 2005, toen het programma tien jaar bestond, bereikten de kijkcijfers ongekende hoogten, met een gemiddelde van 1,6 miljoen kijkers in juli en pieken naar bijna 2 miljoen kijkers.
In 2012 besloot men Hart van Nederland te vernieuwen en werden drie presentatrices ontslagen. De nieuwe opzet en de negatieve publiciteit rond het programma zorgde voor een daling van de kijfcijfers. Uit cijfers van Stichting KijkOnderzoek bleek dat er in 2012 gemiddeld 200.000 mensen minder keken dan in 2011.

### Concurrentie
Het succes van Hart van Nederland bleef niet onopgemerkt en kreeg concurrentie van programma's als 5 in het Land, NL Net en 4 in het Land. Deze programma's wisten echter niet op te boksen tegen het populairdere Hart van Nederland en verdwenen uiteindelijk van de buis. Ook de 'serieuze' media van toen proberen meer landelijk nieuws in de bulletins te brengen en de 'gewone burger' te interviewen.

## Vormgeving
De vormgeving van Hart van Nederland is de afgelopen jaren diverse keren gewijzigd.
In deze eerste studio zitten de presentatrices aan een desk die de vorm van Nederland heeft. De muziek is gecomponeerd door Bernhard Joosten.
In 1997 kreeg het programma een gewijzigde vormgeving met 3D-effecten in verband met de komst van de vroege editie. Het decor en de muziek bleef ongewijzigd.
In 1998 werd het logo van Hart van Nederland gewijzigd. Deze vormgeving is in het rood. Ook het decor werd aangepast aan de nieuwe huisstijl. De presentatrices staan nu achter de desk. Deze nieuwe muziek werd wederom gecomponeerd door Bernhard Joosten.
In 2000 kwam er een nieuw logo in oranje/blauw en de muziek was gecomponeerd door Hans Bos.
De intro vanaf 2002 bestond uit een typisch Nederlands beeld, met een molen, tulpen en water. Het logo is een hart in de vorm van het SBS6-logo, wat zo gedraaid is dat het de vorm van een hart heeft. Het hart klopt met de muziek mee. In het begin hadden de presentatrices een eigen kleine desk. Later kwam er een grote desk, waar beide presentatrices aan stonden.
De muziek en vormgeving werd in 2004 aangepast. De huisstijl is voornamelijk rood. De intro bestaat uit een grote kaart van Nederland. Net als in de vorige vormgeving werd ook hier het geschetste hart weergegeven. Op 19 juli 2005 werd de intro iets aangepast vanwege de nieuwe vormgeving van SBS6.
Met de terugkomst van de vroege editie van Hart van Nederland kreeg het programma op 14 augustus 2006 wederom een nieuwe vormgeving en nieuwe muziek. In de vroege editie zitten de presentatrices achter een lage desk en in de late editie staan deze achter een hoge desk. Vanaf 2007 werd alleen nog de rode, hoge desk gebruikt en werden de studiokleuren aangepast (rood/wit/blauw).
Op 15 november 2011 kregen zowel Shownieuws als Hart van Nederland een nieuwe (gelijke) vormgeving die meer in overeenstemming is met de huisstijl van SBS6 (rood/wit). De audiovormgeving bleef hetzelfde. De bekende openingstekst "Rechtstreeks vanuit onze hoofdstad..." verdween, waardoor de intro iets werd ingekort. Vanaf 19 december 2011 werd het programma een aantal weken afgesloten met het item Hart Vandaag, met daaronder het nummer Een nieuwe dag van Lange Frans en Jeroen van der Boom.
Op 20 augustus 2012 werd het programma compleet vernieuwd. Het programma kwam voortaan uit een grotere studio. In de nieuwe opzet werden de televisieschermen met nieuwsitems vervangen door een bijna 10 meter lang plasmascherm (videowall), waarop ook geschakeld kon worden naar bijvoorbeeld verslaggevers en de studio van Shownieuws. In aanloop naar de nieuwe vormgeving werd de voice-over een week eerder al afgeschaft. Vrijwel elk nieuwsitem had nu een eigen verslaggever, die tevens de voice-over verzorgde voor dat item. Een jaar later werd de kleine desk vervangen vanwege de herintroductie van de duopresentatie in de vroege editie.
De nieuwe vorm bleek niet het gewenste resultaat te hebben. Op 5 januari 2015 werd daarom teruggekeerd naar de oude vorm. De vaste voice-over Arno Lubbinge keerde terug, evenals de openingszin "rechtstreeks vanuit onze hoofdstad...". Tevens werd een nieuwe vormgeving geïntroduceerd die doet denken aan de vormgeving die tussen 2006 en 2012 werd gebruikt. Shownieuws wordt vanaf 2012 gepresenteerd vanuit dezelfde studio. Aan het eind van iedere uitzending volgt een kort weerbericht van Piet Paulusma. Het lange weerbericht is te zien na Shownieuws.
Op 28 mei 2018 werd de openingszin veranderd in "live vanuit de SBS-nieuwsstudio...".
Ook is de vormgeving iets minder “flets” geworden. De weerspiegelingen zijn weggehaald en  het rood is wat donkerder. Op 29 juli 2018 is de studio aangepast. Alle houttinten in de studio zijn vervangen voor wit en grijs.
Op 1 augustus 2018 is de huisstijl veranderd van rood in blauw. Van 11 januari 2019 t/m 5 mei 2019 was de zin "rechtstreeks vanuit onze hoofdstad..." weer te horen. Sinds 6 mei 2019 is dit vervangen door de datum.
Op 29 juni 2020 is Hart van Nederland verhuisd naar een nieuwe studio die zich bevindt in Hilversum. Hiermee verlaat het programma Amsterdam waar het vanaf de eerste uitzending vandaan kwam. De studio is een 'green screen' studio, met daarin een desk. Daarnaast is per 29 juni 2020 de vormgeving van Hart van Nederland veranderd.
Begin december 2024 kreeg Hart van Nederland weer een fysieke studio. De muzikale vormgeving bleef gelijk.

## Presentatie
Milika Peterzon en Gallyon van Vessem waren de presentatrices van het eerste uur. In augustus 1996 kwamen Cilly Dartell en Carine Holties het team versterken. In 1997 stopte Gallyon van Vessem met haar televisiewerkzaamheden en richtte een eigen bedrijf op. Pauline van Aken en Marleen Houter werden in 1997 aangetrokken voor de presentatie van respectievelijk Hart van de Regio en Hart van de Sport. Beiden presenteerden later ook volledige uitzendingen. Carine Holties stopte in 1997 met Hart van Nederland en ging het nieuwsprogramma Actienieuws presenteren. In 1999 werd Pauline van Aken vervangen door Carla Honing. Van Aken bleef nog wel voor SBS6 werken (o.a. Actienieuws). In 2001 werden Carla Honing en Marleen Houter vervangen door Madelon Spaan en Maureen du Toit. Een jaar later werd Spaan alweer vervangen door Pernille La Lau. La Lau werkte al sinds 1997 voor SBS6 als presentatrice van 'Het Nieuws' en 'Actienieuws'. Selma van Dijk en Marlayne Sahupala begonnen in respectievelijk mei en augustus 2003 met de presentatie van het programma. In 2004 stopte La Lau bij Hart van Nederland. In 2006 werd Evelien de Bruijn aangenomen voor de vroege editie en keerde ook Gallyon van Vessem weer terug bij Hart van Nederland. Op 3 april 2007 werd het presentatieteam uitgebreid met Hilde Kuiper, maar ruim een jaar later vertrok zij weer.
Het programma ging in juli 2012 volledig over van duo- naar solopresentatie. Voorheen kwam solopresentatie sporadisch voor, bijvoorbeeld in het weekend of in de zomer. Als gevolg daarvan moest het presentatieteam verkleinen, zo moesten Milika Peterzon, Cilly Dartell en Maureen du Toit het veld ruimen. Er was in juli en augustus 2012 nog wel sprake van een duo, in de zin van dat de ene presentatrice van het duo de late editie van Hart van Nederland presenteerde en de andere presentatrice de late editie van Shownieuws. Om de nieuwe opzet extra kracht bij te zetten werd Sandra Schuurhof aangetrokken, die in juni 2012 haar presentatiedebuut maakte. Per 17 september 2012 kreeg Shownieuws andere presentatoren, waardoor het programma volledig los is komen te staan van Hart van Nederland. Tot die tijd ging Shownieuws door met de oude vormgeving. Shownieuws werd in die tussentijd afwisselend gepresenteerd door Marlayne Sahupala en Viktor Brand. Hierdoor presenteerde Marlayne geen Hart van Nederland.
Na de vernieuwing van Hart van Nederland gingen Sandra Schuurhof en Evelien de Bruijn de late editie doordeweeks presenteren. De anderen waren presentator van de vroege editie, de late editie in het weekend en vaste invaller van de late editie.
Vanaf 19 augustus 2013 werd de vroege editie weer door een duo gepresenteerd. Vanaf nu waren de presentatrices weer afwisselend in alle edities te zien. Omdat er nu weer een tekort aan presentatrices was werd Mirella van Markus per 7 oktober 2013 aan het presentatieteam toegevoegd. Vanaf 8 december 2014 werd ook de late editie weer door een duo gepresenteerd.
Op 17 november 2017 maakte Annemarie Brüning haar eerste uitzending.
In het najaar van 2019 werd er afscheid genomen van Selma van Dijk en Gallyon van Vessem vanwege vernieuwingen bij het programma.
Begin 2020 werd bekend dat Siham Raijoul, Maarten Steendam en Wolter Klok als gedeelte van de vernieuwingen de nieuwe presentatoren worden van Hart van Nederland. 
Sinds juli 2020 wordt de vroege editie weer door één presentator gedaan (van maart t/m juni 2021 keerde de duopresentatie tijdelijk terug).
Sinds de vernieuwing in juli 2020 is er een vaste presentatieduo van maandag t/m donderdag; dit waren eerst Siham Raijoul en Maarten Steendam. Vrijdag t/m zondag wordt gerouleerd tussen de overige presentatoren in verschillende samenstellingen. Vanaf februari 2022 was Raijoul niet meer te zien. Haar plek werd tijdelijk overgenomen door de andere presentatrices. In augustus 2022 maakte Raijoul bekend dat ze definitief niet terugkeert. Haar plek werd overgenomen door Nikki Herr. Tevens werd Celine Huijsmans ingezet als invaller.
Hart van Nederland maakt sinds de start, behalve in de periode 12 augustus 2012 t/m 4 januari 2015, gebruik van een voice-over voor alle nieuwsitems. In de periode 2012-2015 werd elk nieuwsitem aan elkaar gepraat door een verslaggever en kwam de verslaggever zelf ook in beeld.

## Wetenswaardigheden
- Piet Paulusma (1956-2022) brak landelijk door nadat hij in 1996 weerman werd bij SBS6. Paulusma stond bekend om zijn 'volkse' manier van doen en de bekende kreet 'oant moarn' (Fries voor tot morgen). Hij won driemaal de verkiezing "Weerman van het Jaar".[6] Zijn weerpraatje was tot december 2019 te zien aan het eind van de vroege editie en na de late editie (in bepaalde periodes na de late shownieuws). Paulusma vond het jammer dat hij de 25 jaar niet mocht volmaken.[7]
- In 2005 was het programma genomineerd voor De Gouden Televizier-Ring, maar zag hierbij de prijs voorbijgaan aan Gewoon Jan Smit.
- Het Vlaamse televisiestation VT4 (onderdeel van SBS België) zond van augustus 2010 tot en met 30 december 2011 een soortgelijk programma uit onder de naam Vlaanderen Vandaag. Dit programma maakte gebruik van dezelfde leaders en vormgeving als Hart van Nederland.
- Op 10 februari 2023 was de 10.000ste late uitzending van hart van Nederland.[8]
- Vanaf 2015 werd de late editie van Hart van Nederland sporadisch op SBS9 uitgezonden. Reden was dat Talpa de rechten voor de UEFA Champions League had en deze wedstrijden op SBS 6 wilde uitzenden. Soms werd er na het voetbal een extra late editie gemaakt op SBS 6. Omdat de kijkcijfers van de voetbalwedstrijden tegenvielen werd hier in 2020 weer mee gestopt.